# Хмільницьке
Хмільни́цьке — заповідне урочище в Україні. Розташоване на території Голодьківської сільської ради Хмільницького району Вінницької області, у лісовому масиві на південний захід від села Курилівка. 
Площа 6,9 га. Оголошене відповідно до рішення Вінницького облвиконкому № 384 від 18.08.1983 року. Перебуває у віданні ДП Хмільницький держлісгосп (Хмільницьке лісництво, кв. 32, діл. 13). 
Територія урочища є високопродуктивними грабово-дубовими насадженнями віком понад 85 років із запасом деревини близько 270 м²/га. У деревостані поодиноко трапляються також ясен високий, явір, клен польовий, черешня пташина. У підліску переважають ліщина і бруслина європейська і бородавчата. 
У травостані панують типові неморальні балтійські тінелюбні види, такі як: яглиця звичайна, зірочник лісовий, копитняк європейський, зеленчук жовтий, будра плющевидна, мерінгія трижилкоаа, материнка пахуча, просянка розлога, кострець Бенкекена, проліска багаторічна та інші. 
Добре виражене ядро середньоєвропейських, у тому числі гірських видів, таких як: підсніжник білосніжний, герань темна, Аронник альпійський, зубниця залозиста тощо. У березні-квітні чітко проявляються синузії ранньозесняних ефемероїдів, таких як підсніжник білосніжний, анемона жовтецева, ряст порожнистий і ряст Галлера, гусяча цибуля жовта і гусяча цибуля мала. В урочищі трапляються види, занесені до Червоної книги України: підсніжник білосніжний, любка зеленоквіткова, гніздівка звичайна, коручка чемерникоподібна. Є популяції видів розсіяного поширення, таких як: вовчеягідник звичайний, кадило сарматське.

## Характеристика території
За фізико-географічним районуванням України ця територія належить до Хмільницького району області Подільського Побужжя Дністровсько-Дніпровської лісостепової провінції Лісостепової зони. Характерною для цієї ділянки є хвиляста, з яругами й балками, лесова височина з сірими і темно-сірими опідзоленими ґрунтами. З геоморфологічного погляду ця територія являє собою підвищену сильно розчленовану лесову рівнину позальодовикової області. Клімат території є помірно континентальним. Для нього характерне тривале, нежарке літо, і порівняно недовга, м'яка зима. Середня температура січня становить — 5,5°... -6°С, липня +18,5°...+19°С. Річна кількість опадів становить 500-525 мм. За геоботанічним районуванням України ця територія належить до Європейської широколистяної області, Подільсько-Бесарабсьхої провінції, Вінницького (Центральнояодільського) округу.